# حازم الكاديكي
حازم الكاديكي (ولد 21 سبتمبر 1974 في بنغازي، ليبيا) لاعب كرة قدم سابق ومعلق رياضي ليبي ولد بمدينة بنغازي ودرس بها.

## سيرته الذاتية
نال الكاديكي مؤهلًا علميًا في الهندسة المدنية وشهادات عليا من جامعة روما تحت إشراف التلفزيون الايطالي.
وبدأت مسيرته الكروية في فريقي الأشبال والأواسط لنادي النصر، وانتقل للفريق الأول حتى اعتزاله عام 1993 بسبب الإصابة، وقد عمل إعلاميًا بعدها في الإذاعة الليبية، وبعض الصحف مثل الشمس والزحف الأخضر والفجر الجديد، أما عن التعليق فقد بدأه بتغطية بطولة الأندية العربية لأبطال الدوري عام 1995 بتونس.
وأصبح بعدها معلقًا لبرنامج الكرة الأوروبية ومديرًا للأستوديو التحليلي بشبكة راديو وتلفزيون العرب، وقد التقى مارادونا عام 1997 واستضافه ببرنامجه عام 1999، وبلغ عدد المباريات التي علَّق عليها نحو 2200 مباراة.
وهو المعلق العربي الأول اختيارًا في استفتاء رسمي للتعليق للهيئة الوطنية للإعلام المصرية، وقد توقف عن التعليق لمدة، لكنه عاد معلقًا لمبارة مصر وليبيا في الجولة الرابعة بالتصفيات الأفريقية المؤهلة لكأس العالم 2022.